# فرودگاه کمپن
فرودگاه کمپن (به انگلیسی: Kempen Airport) (به زبان بومی: Budel Aerodrome) یک فرودگاه همگانی است که یک باند فرود بتن و آسفالت دارد و طول باند آن ۱۱۹۹ متر است. این فرودگاه در کشور هلند قرار دارد و در ارتفاع ۳۵ متری از سطح دریا واقع شده است.